# Irmãos Coragem
Irmãos Coragem é uma telenovela brasileira produzida e exibida pela TV Globo de 8 de junho de 1970 a 12 de junho de 1971, em 328 capítulos. Substituiu Véu de Noiva e foi substituída por O Homem Que Deve Morrer, sendo a 9ª "novela das oito" exibida pela emissora.
É considerada o primeiro grande sucesso da Globo, e responsável por quebrar a hegemonia das novelas da Rede Tupi, conquistando a inédita liderança na audiência.
Escrita por Janete Clair, teve a direção geral de Daniel Filho, com a colaboração de Milton Gonçalves e Reynaldo Boury. Produzida em preto e branco, é a segunda novela mais longa da TV Globo, depois de A Grande Mentira (1968), que teve 341 capítulos.
Contou com as atuações de Tarcísio Meira, Glória Menezes, Cláudio Cavalcanti, Cláudio Marzo, Regina Duarte, Zilka Salaberry, Gilberto Martinho e Emiliano Queiroz.

## Enredo
A luta pela liberdade e contra a opressão são o tema central deste folhetim que narra a história dos irmãos Coragem: João, Jerônimo e Duda, na fictícia cidade de Coroado, no cerrado goiano, cuja principal atividade econômica é o garimpo. João Coragem, um homem rude, simples e generoso, que trabalha honestamente como garimpeiro, encontra um valioso diamante, que é roubado pelo Coronel Pedro Barros, que comanda com “mãos de ferro” o comércio de garimpo de Coroado e é o homem mais poderoso da cidade, ditando as suas regras. Apesar de ser um homem pacifico que tenta resolver tudo com diálogo e dentro da legalidade, João após várias injustiças, torna-se um fora da lei liderando o seu próprio bando de garimpeiros injustiçados, e passa a usar da força para confrontar seu algoz, o Coronel Pedro Barros. Mas João conhece e se apaixona pela tímida e reprimida Lara, a filha doente do Coronel, que desconhece a doença da própria filha. Lara tem outras duas personalidades: a esfuziante e selvagem Diana, de comportamento contrário ao de Lara; e o contraponto entre as duas, Márcia. E isto acaba por confundir e enlouquecer João.
O jovem Jerônimo, por sua vez, sente uma paixão reprimida por sua irmã de criação, a indígena Potira. Mas ela para conseguir esquecer Jerônimo aceita se casar com Rodrigo César, que luta ao lado dos Coragem no confronto contra Coronel Pedro Barros. Para ajudar o seu irmão à confrontar o Coronel, Jerônimo entra para política, no partido da esquerda, para acabar com os desmandos do coronel. Mas o rapaz para fugir do amor que sente por Potira, aceita se casar por interesse com Lídia Siqueira, a filha do deputado Dr. Siqueira.
Duda é o irmão mais novo de João e Jerônimo, um rapaz que para seguir o seu sonho de ser jogador de futebol, deixou para trás a cidade, a família e o seu amor de infância, Ritinha. Ela é uma boa moça que luta pelo seu amor quando retorna à Coroado. Mas ele já está envolvido com outra mulher, Paula, que não mede esforços para permanecer ao seu lado. O conflito cresce quando Ritinha passa a noite com Duda, mas mesmo sem ter acontecido nada  o pai dela, Dr. Maciel, que nunca gostou do rapaz, o obriga a se casar com a sua filha.

## Elenco
| Ator                     | Personagem                                               |
| ------------------------ | -------------------------------------------------------- |
| Tarcísio Meira           | João Coragem                                             |
| Glória Menezes           | Maria de Lara Barros (Lara) / Diana Lemos / Márcia Lemos |
| Cláudio Marzo            | Eduardo Coragem (Duda)                                   |
| Regina Duarte            | Rita de Cássia Maciel (Ritinha)                          |
| Cláudio Cavalcanti       | Jerônimo Coragem (Jeromo)                                |
| Gilberto Martinho        | Coronel Pedro Barros                                     |
| Zilka Salaberry          | Sinhana Coragem                                          |
| Emiliano Queiroz         | Juca Cipó                                                |
| Carlos Eduardo Dolabella | Delegado Diogo Falcão                                    |
| José Augusto Branco      | Rodrigo César Vidigal                                    |
| Ângela Leal              | Yolanda Queiroz                                          |
| Ênio Santos              | Salvador Maciel (Dr. Maciel)                             |
| Milton Gonçalves         | Brás Canoeiro                                            |
| Ana Ariel                | Domingas                                                 |
| Antônio Victor           | Sebastião Coragem                                        |
| Suzana Faini             | Iracema (Cema)                                           |
| Neuza Amaral             | Branca D'Ávila                                           |
| Miriam Pires             | Dalva Lemos                                              |
| Macedo Neto              | Padre Bento                                              |
| Ivan Cândido             | Delegado Gerson de Castro                                |
| Hemílcio Fróes           | Lourenço D'Ávila / Ernesto Bianchini                     |
| Glauce Rocha             | Estela Barros Lemos                                      |
| Arthur Costa Filho       | Gentil Palhares                                          |
| Michel Robin             | Alberto D'Ávila                                          |
| Paulo Araújo             | Ernani                                                   |
| Dary Reis                | Lázaro                                                   |
| Myriam Pérsia            | Paula                                                    |
| Lúcia Alves              | Potira                                                   |
| Dorinha Duval            | Carmem Valéria                                           |
| B. de Paiva              | Prefeito Jorge Campos (Jorginho)                         |
| Monah Delacy             | Deolinda Campos                                          |
| Isaac Bardavid           | Dr. Umberto                                              |
| Jurema Pena              | Indaiá                                                   |
| Yara Amaral              | Tula                                                     |
| Jacyra Silva             | Beatriz                                                  |
| Sônia Braga              | Lídia Siqueira                                           |
| Felipe Wagner            | Dr. Siqueira                                             |
| Lourdinha Bittencourt    | Dona Manuela                                             |
| Renato Master            | Dr. Rafael Marques                                       |
| Fernando José            | Viajante                                                 |
| Estelita Bell            | Silvia                                                   |
| Nélson Caruso            | Cláudio                                                  |
| Arnaldo Weiss            | Damião                                                   |
| Delorges Caminha         | Seu Julião                                               |
| Zeni Pereira             | Virgínia                                                 |
| Clementino Kelé          | Médico                                                   |
| Maria Esmeralda          | Jurema                                                   |
| Waldir Onofre            | Herculano                                                |
| Leda Lúcia               | Margarida Campos                                         |
| Moacyr Deriquém          | Dr. Jarbas Valente                                       |
| Ivan de Almeida          | Zé Valente                                               |
| Maria Alves              | Salete                                                   |
| Vinícius Salvatori       | Castro                                                   |
| José Steinberg           | Laport                                                   |
| Francisco Dantas         | Dr. Paulo                                                |
| Sônia Clara              | Glória                                                   |
| Fábio Mássimo            | Júlio (Julinho)                                          |
| Otoniel Serra            | Gastão                                                   |

### Elenco de apoio
- Telmo de Avelar - Fausto Paiva
- Francisco Serrano - Souza
- Ivan Borges - Antônio
- Miguel Carrano - Dr. Henrique
- Ana Maria Lage - Nita
- Enoque Batista - Ivan
- Rômulo D'Ângelo - Zé Fuinha
- Fábio Milton - Jagunço do coronel  Pedro Barros
- Mauro Braga - Tonho
- Alceste Castelani - Darci
- Francisco Milani - Promotor
- Antônio Andrade - Neco
- Átila Almeida - Beato Zacarias
- Castro Viana - Tabelião
- Cláudio Ramos - Capanga de Pedro Barros
- Domingos Terciliano Jr. - Homem do bando de João Coragem
- Francisco Silva - Capanga de Pedro Barros
- Fredy Nabhan - Homem do bando de João Coragem
- Jomeri Pozzoli - Juiz de Coroado
- José Steimberg - Laport
- Júlio Garcia - Homem do bando de João Coragem
- Leônidas Bayer - Homem do bando de João Coragem
- Navarro de Andrade - Homem do bando de João Coragem
- Newton Barros - Manuel Andrade
- Pietro Mário - Venâncio
- Rafael Vizarro - Coroinha
- Roberto Bonfim
- Serafim Gonzalez
- Jair Santanna

## Produção
Foi a primeira telenovela a ter uma cidade cenográfica própria para as gravações. A novela também contou como um dos protagonistas um personagem que era jogador de futebol.
Apostando numa trama com três homens protagonistas e com temáticas masculinas como o futebol, a autora almejava buscar atrair o telespectador masculino e quebrar o tabu de que novelas eram feitas apenas para mulheres.
| “                                          | Foi a primeira novela que os homens admitiam que viam por causa da ação que ela tinha. Até então, eles viam meio escondidos, olhando de canto, com vergonha de admitir, porque novela era coisa de mulher | ” |
| — Tarcísio Meira, ao Memória Globo (2006). | |   |

## Exibição
A TV Globo editou Irmãos Coragem para uma exibição única, na noite do dia 14 de janeiro de 1980 no Festival 15 Anos da emissora com apresentação de Yoná Magalhães. Foi reprisada pela segunda vez entre 21 de setembro de 1981 a 26 de março de 1982 no programa TV Mulher substituindo Anjo Mau e sendo substituída por Maria, Maria. Foi reprisada pela terceira vez no Festival 25 Anos da emissora de forma compacta entre 23 de abril a 18 de maio de 1990.

### DVD
Em abril de 2011, foi lançada em oito DVDs pela Globo Marcas.

### Outras Mídias
Será disponibilizada pelo Globoplay em 2027, encerrando o projeto Resgate, em uma versão compacta de 133 capítulos.

## Música
A trilha sonora original da telenovela Irmãos Coragem, foi lançada em agosto de 1970 pela gravadora Philips Records em LP e cassete, conta com direção de produção de Nelson Motta e com arranjos de Dory Caymmi, Luiz Eça e Waltel Branco. A trilha sonora contém as canções vocais (cantados por Jair Rodrigues, Regina Duarte (a estreia da atriz como cantora) acompanhado pelo conjunto A Charanga, o trio musical Umas & Outras, Denise Emmer & Marcus Pitter, Maysa, Tim Maia, Maria Creuza e Eustáquio Sena) e músicas instrumentais (feitos por Luiz Carlos Sá, Banda das Cores Mágicas, Luiz Eça e Joyce) que tocaram nas cenas da novela, evocando temas como a luta por justiça, os fortes laços familiares, os desafios do amor, a vastidão do garimpo e do sertão goiano, a defesa das terras indígenas, e a atmosfera épica da trama.
O álbum abre com a canção-tema "Irmãos Coragem", composição de Nonato Buzar e Paulinho Tapajós, e interpretado pelo cantor Jair Rodrigues, é o tema da abertura da telenovela. A segunda faixa é "Jerônimo", a primeira faixa instrumental da trilha, composto e interpretado pela voz de Luiz Carlos Sá, é o tema do personagem homônimo Jerônimo Coragem (vivido por Cláudio Cavalcanti), sugerindo seus conflitos internos e sua jornada individual em meio à rivalidade familiar. A terceira faixa é "Minhas Tardes de Sol", composição de Paulinho Machado e é cantada pela atriz Regina Duarte, em sua estreia como cantora, acompanhada pelo conjunto A Charanga, é o tema da personagem Rita (vivida pela própria Regina), refletindo a juventude, doçura e inocência romântica. A quarta faixa é "Ondas Medias (Tema de Duda e Rita)", compostos por Antônio Adolfo e Tibério Gaspar e interpretado pelo trio musical Umas e Outras, é o tema do casal Duda e Rita (vividos por Cláudio Marzo e Regina Duarte), expressando as nuances românticas e emocionais da relação entre os dois personagens. A quinta faixa é "Porto Seguro (Tema de João e Lara)", a segunda música instrumental da trilha, composição de Dory Caymmi e interpretado pela Banda das Cores Mágicas, que é o tema do casal João Coragem e Lara (vividos pelo Tarcísio Meira e Glória Menezes), refletindo a sensação de acolhimento, estabilidade e cumplicidade entre os dois personagens. "Coroado", a sexta faixa da trilha, composta e interpretada por Denise Emmer em dueto com Marcus Pitter, uma balada romântica e atmosférica que evoca a ambientação da fictícia cidade de Coroado, cenário central da novela. A sétima faixa é "Nosso Caminho" compostos por Fred Falcão e Arnoldo Medeiros e interpretada por Maysa, é o tema romântico do casal João Coragem e Lara (vividos pelo Tarcísio Meira e Glória Menezes), uma atmosfera melancólica e profunda, refletindo os dilemas amorosos, os encontros e desencontros vividos pelo casal.
A oitava faixa é a versão instrumental da música-tema "Irmãos Coragem", de Nonato Buzar e Paulinho Tapajós, é interpretada pela Banda das Cores Mágicas, diferente da versão cantada por Jair Rodrigues (tema de abertura), essa versão reforça os momentos dramáticos da novela com arranjos orquestrais e ritmo marcado, enfatizando coragem, tensão e união entre os irmãos protagonistas. A nona canção é "João Coragem", compostos por Tim Maia e Cassiano, interpretado pelo próprio Tim Maia, que é o tema do personagem homônimo João Coragem (vívido por Tarcísio Meira), refletindo a força, o carisma e a integridade do personagem. A décima canção é "Flamengo, Flamengo (Tema de Duda)", composição de Renato Luiz Lobo e interpretada pela Maria Creuza, é o tema do personagem Duda Coragem (vivido por Cláudio Marzo), um tom leve e bem-humorado, a canção celebra a paixão do personagem pelo futebol, especialmente pelo clube Flamengo, refletindo sua personalidade alegre, sonhador e espontâneo. A décima-primeira faixa é "Branca (Tema de Estela)", a quarta música instrumental da trilha, compostos por Dory Caymmi e João Carlos Pádua, interpretado pelo pianista Luiz Eça, é o tema da personagem Estela (vivida pela Glauce Rocha), refletindo sua personalidade reservada, sofrida e de forte carga emocional. A décima-segunda faixa é "O Amor Maior", composto e interpretado por Eustáquio Sena, transmite uma atmosfera emocional e introspectiva, refletindo momentos de superação, fé e sentimentos profundos vividos por personagens em situações de transformação pessoal ou conflitos interiores. A trilha sonora Irmãos Coragem termina com a música instrumental  "Bachianas Brasileiras n.º 5", uma obra clássica pelo compositor Heitor Villa-Lobos, foi regravada e interpretada pela Joyce, é o tema da personagem Maria de Lara (vivida por Glória Menezes), evocando a dualidade da personagem, marcada por mistério, lirismo e intensidade emocional.

### Lista de faixas
| Lado A |                                       |                                      |                              |         |  |
| N.º    | Título                                | Compositor(es)                       | Intérprete(s)                | Duração |  |
| 1.     | "Irmãos Coragem" (Tema de abertura)   | Nonato Buzar Paulinho Tapajós [ 16 ] | Jair Rodrigues               | 2:46    |  |
| 2.     | "Jerônimo" (Tema de Jerônimo Coragem) | Luiz Carlos Sá                       | Luiz Carlos Sá               | 1:34    |  |
| 3.     | "Minhas Tardes de Sol" (Tema da Rita) | Paulo Machado                        | Regina Duarte e A Charanga   | 2:25    |  |
| 4.     | "Ondas Medias (Tema de Duda e Rita)"  | Antônio Adolfo Tibério Gaspar        | Umas e Outras                | 1:56    |  |
| 5.     | "Porto Seguro (Tema de João e Lara)"  | Dory Caymmi                          | Banda das Cores Mágicas      | 2:49    |  |
| 6.     | "Coroado" (Tema de locação)           | Denise Emmer                         | Denise Emmer e Marcus Pitter | 2:55    |  |
| 7.     | "Nosso Caminho" (Tema de João e Lara) | Fred Falcão Arnoldo Medeiros         | Maysa                        | 1:44    |  |

| Lado B |                                           |                                      |                         |         |  |
| N.º    | Título                                    | Compositor(es)                       | Intérprete(s)           | Duração |  |
| 8.     | "Irmãos Coragem" (Instrumental)           | Nonato Buzar Paulinho Tapajós [ 16 ] | Banda das Cores Mágicas | 2:00    |  |
| 9.     | "João Coragem" (Tema de João Coragem)     | Tim Maia Cassiano                    | Tim Maia                | 2:28    |  |
| 10.    | "Flamengo, Flamengo (Tema de Duda)"       | Renato Luiz Lobo                     | Maria Creuza            | 1:53    |  |
| 11.    | "Branca (Tema de Estela)"                 | Danilo Caymmi José C. Pádua          | Luiz Eça                | 2:01    |  |
| 12.    | "O Amor Maior"                            | Eustáquio Sena                       | Eustáquio Sena          | 3:07    |  |
| 13.    | "Bachianas n.º 5 (Tema de Maria de Lara)" | Heitor Villa-Lobos                   | Joyce                   | 2:12    |  |

Ainda
- A Dastardly Deed – Elmer Bernstein (tema de Pedro Barros)
- Airport Love Theme – Alfred Newman (tema de Potira)
- Feeling Alright – Joe Cocker
- I Giorni Dell’Ira – Riz Ortolani (tema das vinhetas de intervalo)
- Johnny be Good – Chuck Berry
- Love is a Many Splendored Thing – Mantovani Orchestra
- Lullaby (Rosemary´s Baby Theme)  Krzysztof Koneda (tema de Lara)
- Menina – Paulinho Nogueira (tema de Potira)
- Nevada Smith Main Theme – Alfred Newman
- O Diamante Cor-de-Rosa – Roberto Carlos
- Yellow River – Christie

### Relançamento
Em 1981, durante a reprise da novela Irmãos Coragem, o álbum foi relançado pela gravadora Som Livre. Este relançamento trouxe algumas modificações visuais em relação à versão original da Philips: o selo da Som Livre foi atualizado no próprio vinil, e a logomarca da novela na capa do disco teve sua cor alterada de branco para vermelho.

## Adaptações
- Hermanos Coraje [es](1972) telenovela mexicana-peruana produzida pela Panamericana Produciones e a Televisión Independiente de México, protagonizada por Jaime Fenández, Jorge Lavat, Fernando Larrañaga e Julissa.
- Mi nombre es Coraje [es] (1987) telenovela argentina produzida por Crustel S/A e exibida pela America TV. Protagonizada por Andrés García, Rubén Ballester, Salvador Pineda e Andrea Barbieri.
- Irmãos Coragem (1995) remake brasileiro produzido pela TV Globo e protagonizada por Marcos Palmeira, Marcos Winter, Ilya São Paulo e Letícia Sabatella.